# Cavo Cattedrale
Il Cattedrale è un canale artificiale che scorre in provincia di Novara. Esso è la principale derivazione della roggia Mora a nord di Novara.

## Percorso
Il canale trae origine dalla roggia Mora, in comune di San Pietro Mosezzo, vicino all'incile del cavo Dassi.
La portata, in questo tratto, è molto minore rispetto al tratto a valle del canale Cavour (circa 800 l/s)

Giunto a San Pietro Mosezzo, come detto, viene sussidiato dal canale Cavour, ricevendo un contributo di portata importante dallo grande canale piemontese. Allargato notevolmente e con molta più portata, 2600 l/s contro i 800 l/s del tratto precedente al sussidio, percorre tutta il Basso Novarese bagnando i comuni di Biandrate, Granozzo con Monticello e Vespolate (dove sottopassa l'Agogna tramite una tomba a sifone); giunto nel territorio di quest'ultimo comune, notevolmente ridotto di portata, sfocia nel torrente Arbogna a 25 km circa dall'imbocco.

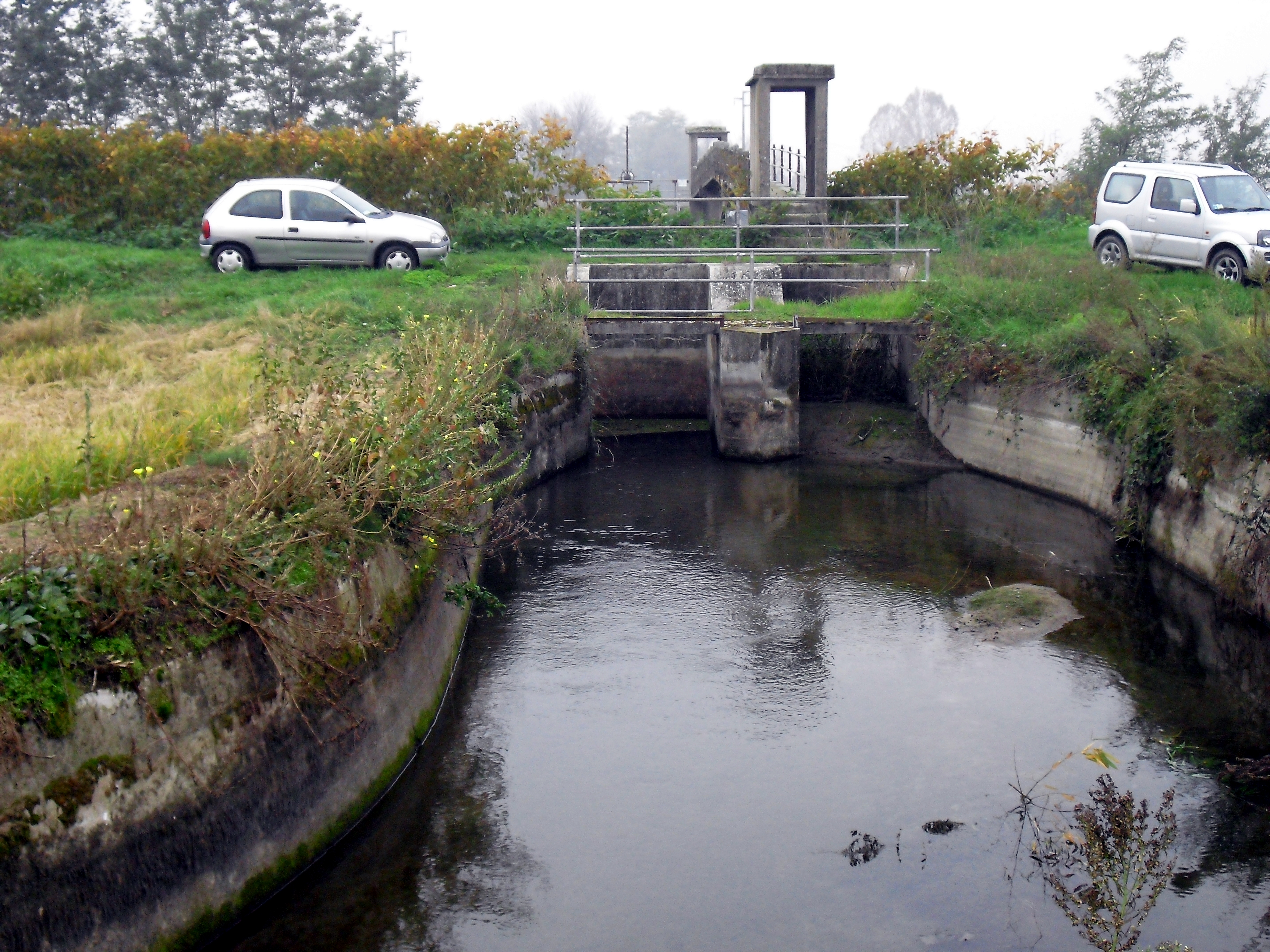
L'uscita del cavo Cattedrale dal sifone sotto l'Agogna presso la cascina Mondurletta

## Fauna ittica
Il canale, rispetto agli altri corsi d'acqua artificiali della zona, non presenta mai asciutte totali esso non va mai in secca, ed ha una portata anche nella stagione di secca (circa 500 l/s).
La portata presente in alveo quindi fa sì che la fauna ittica sopravviva molto facilmente; è una riserva FIPSAS e sono presenti numerose specie di ciprinidi e trote immesse dalla sezione FIPSAS di Novara.